# Lights Out (Go Crazy)
Pour les articles homonymes, voir Lights Out (homonymie).
Singles de Junior Caldera
(It Is) Blasphemy
(2011)
Singles par Natalia Kills
Kill My Boyfriend
(2012) Problem
(2013)
Singles par Far East Movement
Live My Life
(2012) Dirty Bass
(2012)
Lights Out (Go Crazy) est une chanson du disc jockey français Junior Caldera, issue de la ré-édition de son premier album studio, Debut (Gold Edition), avec la participation de Natalia Kills et des Far East Movement. Le morceau, mêlant des éléments de synthpop et d’electropop, est composé par Caldera, Kills ainsi que par le groupe et produit par le DJ. Il est initialement commercialisé en guise de single indépendant extrait de l'enregistrement. La chanson est interprétée en direct lors de la tournée Cherrytree Pop Alternative Tour entre 2011 et 2012.
Le morceau se classe dans les hit-parades de plusieurs pays, atteignant ainsi de bonnes positions dans les classements en Russie, à Malte et au Canada.

## Formats et éditions
- Numérique [1]

1. Lights Out (Go Crazy) [feat. Natalia Kills & Far East Movement] – 3:10

## Crédits
- Julien Carret  — composition
- Jae Choung  — composition
- DJ Virman Coquia  — composition
- Far East Movement — chant, composition
- Junior Caldera — composition
- Natalia Kills — chant, composition
- Kevin Nishimura  — composition
- James Roh  — composition

## Classement hebdomadaire
| Classement (2012) | Meilleure position |
| ----------------- | ------------------ |
| Canada            | 85                 |
| Malte             | 3                  |
| Russie            | 1                  |

## Historique de sortie
| Pays       | Dates        | Label              | Formats                  |
| ---------- | ------------ | ------------------ | ------------------------ |
| Canada     | 13 mars 2012 | Interscope Records | Téléchargement numérique |
| États-Unis | 13 mars 2012 | Interscope Records | Téléchargement numérique |